# West Point (Nowy Jork)
West Point – jednostka osadnicza w Stanach Zjednoczonych, w stanie Nowy Jork, w hrabstwie Orange.